# Bitwa nad rzeką Kefissos
Bitwa nad rzeką Kefissos (zwana bitwą pod Almyros) miała miejsce 15 marca 1311 pomiędzy wojskami Kompanii Katalońskiej a Księstwem Aten. Do zwycięskiej dla Katalończyków bitwy doszło w pobliżu Almyros i Orchomenos nad rzeką Kefissos. 

## Księstwo Aten
Księstwo Aten założono w roku 1205 w trakcie IV krucjaty po zajęciu przez zachodnich chrześcijan Konstantynopola. Od tego czasu rządy w Atenach sprawowali Francuzi, którzy toczyli konflikty z sąsiednimi księstwami, bizantyńskimi i tymi założonymi przez krzyżowców. W roku 1261 zaatakowali Konstantynopol, który został odzyskany przez Bizantyńczyków. 

## Kompania Katalońska
W roku 1303 do Konstantynopola przybyli żołnierze Kompanii Katalońskiej, którzy walczyli na służbie cesarskiej w Anatolii. Jednak mord dokonany przez Bizantyńczyków na przywódcy Katalończyków Rogerze de Flor w roku 1305, wywołał gniew żołnierzy, którzy zwrócili się przeciwko Grekom, plądrując i paląc ich ziemie. W 1308, po splądrowaniu Tesalii, do Francji powrócił dowódca Kompanii Thibaud de Cepoy, a wojsko zostało przeorganizowane. Odtąd kolejne decyzje wydawała rada wojskowa.

## Walter z Brienny
W roku 1308 Walter z Brienny przejął władzę w Atenach po zmarłym Gwidonie II de la Roche. 
Wkrótce Kompania Katalońska znalazła się na służbie księcia Waltera, który wykorzystywał ją do rozszerzenia granic własnego terytorium, dzięki czemu zdobył kilka miast w Tesalii. Po tym sukcesie Walter zrezygnował z usług żołnierzy, wypłacając im uprzednio należny żołd. Przy sobie pozostawił jedynie 200 najlepszych żołnierzy, reszcie zaś nakazał opuścić kraj. Pozostawieni samym sobie Katalończycy nie wiedzieli gdzie się udać. Wśród Greków byli znienawidzeni, a miejscowi francuscy władcy uznawali ich za zagrożenie dla swojej władzy. W tej sytuacji Katalończycy zdecydowali się przenieść do kilku zamków, które zdobyli walcząc na służbie Waltera, następnie zażądali od księcia uznania ich za lenników. Walter odrzucił propozycję, grożąc Kompanii wojną, jeśli nie wypełni ona jego woli. Katalończycy nie mieli innego wyboru, jak wywalczyć swoje prawa orężem. 
Zimą 1310 obie strony rozpoczęły przygotowania do walki. Walter zgromadził pod swoją komendą siły wszystkich swoich wasali, otrzymał też wsparcie od władców Księstwa Achai i Królestwa Neapolu, których celem było wypędzenie Kompanii Katalońskiej z Peloponezu. 
Siły Katalończyków, mimo że wzmocnione posiłkami tureckimi i bizantyńskimi, znacznie ulegały liczebnie przeciwnikowi. Ich trzon stanowiła jednak grupa 200 bardzo doświadczonych w walkach żołnierzy.

## Bitwa
Wiosną 1311 siły Kompanii wyruszyły z Phthiotis, a następnie przekroczyły rzekę Kefissos, zajmując stanowiska na prawym jej brzegu. Mając za plecami pobliskie jezioro Kopais i rzekę po lewej stronie, Katalończycy chcieli uniknąć okrążenia. Dla celów obronnych poprzecinali rowami grząskie przedpole, a następnie wypełnili doły wodą, co miało chronić ich przed atakiem ciężkozbrojnego rycerstwa księcia Waltera. 
Dnia 15 marca Walter na czele swoich rycerzy wyruszył ku stanowiskom Katalończyków, którzy wcześniej nakazali siłom tureckim zajęcie pozycji z dala od pola bitwy. Po dotarciu na miejsce, Walter wydał rozkaz ataku na linię obrony katalońskiej. Rycerze francuscy rozpoczęli atak, spowolniony przez wypełnione rowami przedpole. W tym momencie Katalończycy ostrzelali przeciwnika deszczem strzał z łuków, po czym rzucili do przodu piechotę, która zmusiła rycerzy Waltera do walki wręcz. W decydującym momencie nastąpił atak Turków, zajmujących pozycje na uboczu, który przechylił szalę zwycięstwa na stronę Kompanii. Bitwa zakończyła się całkowitą klęską księcia ateńskiego. Walter poległ w bitwie podobnie jak większość jego rycerzy. 

## Skutki
Po tym zwycięstwie Kompania Katalońska rozpoczęła rządy w Księstwie Aten, okoliczne zamki poddały się bez walki, a ludność grecka z obawy przed rabunkami uznała zwierzchność Katalończyków. Politycznym przywódcą Kompanii został Roger Deslaur pochodzący z Roussillon, który zyskał największe poparcie żołnierzy. Katalończycy wygnali wkrótce szlachtę francuską z całego księstwa, grabiąc jej majątek, a żony i córki wygnanych rozdzielili pomiędzy siebie. Wdowie po Walterze udało się zbiec do Neapolu, gdzie zwróciła się o pomoc do tamtejszego władcy. Ostatecznie udało się jej utrzymać władzę w Argos oraz Nauplii.
Chcąc zabezpieczyć się przed atakami nastawionych nieprzychylnie Bizantyńczyków, Katalończycy wysłali posłańca do na dwór króla Sycylii Fryderyka II, którego poprosili o wysłanie do Aten przedstawiciela, który mógłby oficjalnie objąć władzę w księstwie. Król mianował na to stanowisko swojego niepełnoletniego syna Manfreda, a z uwagi na jego wiek wysłał urzędnika, który w imieniu nowego władcy objął rządy. Tym samym w Grecji rozpoczęły się trwające 70 lat rządy Katalończyków, których zastąpiła dopiero florencka rodzina Acciaiuoli.